# Dick, Kerr Ladies F.C.
Dick, Kerr Ladies F.C. Va ser un dels primers equips de futbol femení d'associació coneguts d'Anglaterra. L'equip es va mantenir durant més de 48 anys, des de 1917 fins a 1965, jugant 833 partits, guanyant 759, empatant 46 i perdent 28.

## Uniforme
Els colors de l'equip eren samarretes de ratlles blanques i negres amb una petita Union Jack al pit esquerre i pantalons curts blaus. Els seus colors anglesos eren samarretes blanques i pantalons curts blaus. També portaven un barret de ratlles per cobrir-se els cabells.